# Thelymitra canaliculata
Thelymitra canaliculata är en orkidéart som beskrevs av Robert Brown. Thelymitra canaliculata ingår i släktet Thelymitra och familjen orkidéer. Inga underarter finns listade i Catalogue of Life.